# Наншан
Наншан (на китайски: 南山; на пинин: Nánshān) е мощна планинска система в Централна Азия, в Северен Китай, в провинции Гансу и Цинхай. Според повечето източници Наншан е съставна част на планинската система на Кунлун. Планината загражда от североизток Цайдамската котловина и ограничава от югозапад пустинята Алашан. Дължина около 800 km, ширина до 320 km.

## Географска характеристика

### Релеф
Планинската система на Наншан се състои от няколко мощни хребета простиращи се предимно от северозапад на югоизток, успоредно един на друг и разделени от надлъжни долини. Основните хребети са: Циляншан (Рихтхофен, 5934 m), Таолайшан (5489 m), Дасюешан (6209 m), Емашан, Долоешан (5776 m), Циншилин (5230 m), Сулънаншан (Зюс, 6346 m), Улан Дабан (Хумболт, 5400 m), Дакен Дабан (Ритер), Мушкетов, Курлик Дабан, Кукунор (4120 m). Северните хребети се извисяват над пустинята Алашан на около 4500 m, а относителните превишения на южните склонове съставляват около 1500 m. Южните разклонения на Наншан често се отклоняват от основното простиране на останалите хребети и образуват редица къси хребети.

### Геоложки строеж
В геоложко отношение Наншан се дели на 3 зони с различна възраст. Северните хребети са с раннопалеозойска възраст и са изградени от нагънати пясъчни пластове, шисти и основни ефузиви. Вътрешните хребети са изградени от докамбрийски кристалинни формации, в строежа на които вземат участие предимно метаморфни скали. Южните хребети са изградени предимно от къснопалеозойски и триаски седименти. На места във варовицте са развити карстови форми на релефа.

### Ледници, води
В Наншан се наброяват около 1000 ледника (предимно по северните склонове на хребетите), като преобладаващите са с дължина 1 – 2 km. Ледниците са най-разпространени в западните части на планината, а границата на снежната линия се снижава от запад на изток от 5200 m до 4200 m. Голяма част от планинската система се отнася към вътрешните безотточни области на Централна Азия, а югоизточните райони – към басейна на река Хуанхъ. Най-големите реки Сулъхъ, Жошуй, Бухин Гол и др. са пълноводни през пролетта и лятото.

### Растителност, природни ландшафти
Западната част на Наншан има предимно пустинен облик. Тук пустините и степите господстват до 3000 m н.в., нагоре са разположени пасища и планинска тундра, а над 4000 m се простира нивалния пояс. Източната част на Наншан изпитва далечното влияние на тихоокеанските мусони и по склоновете тук е развита дървесна растителност. Преобладават степните и лесостепните ландшафти, като до височина 3000 m на места са разпространени малки смърчови гори (в долните части на пояса с примеси на бреза и осика), а нагоре следват храсталаци, субалпийски и алпийски пасища и планинска тундра. Височинната зоналност по северните склонове е много по-добре изразена, в сравнение с южните.

## Опознаване и изследване
В края на 19-ти век голям принос за откриването, опознаването, изследването и картирането на планинската система на Наншан допринасят видните руски учени, географи и изследователи Николай Пржевалски, Всеволод Роборовски, Григорий Потанин, Григорий Грум-Гржимайло, Владимир Обручев и др.